# Jean-Baptiste Everaerts
 (août 2025).
Jean-Baptiste Everaerts, né à Anvers le 10 février 1818 et mort à Mortsel le 10 avril 1904, est un homme politique belge.

## Fonctions et mandats
- Membre du Sénat belge : 1878-1884

## Sources
- Le parlement belge 1831 - 1894: données biographiques, Académie Royale de Belgique, Commission de la Biographie Nationale, 1996 (ISBN 978-2-8031-0140-5)